# 郭状
郭状，中华人民共和国政治人物、全国脱贫攻坚先进个人。

## 生平
郭状任盐池县扶贫开发办公室村级发展互助资金管理中心干部。因在脱贫攻坚战中作出突出贡献，2021年2月25日全国脱贫攻坚总结表彰大会上，郭状被授予“全国脱贫攻坚先进个人”。